# Kap Saunders
Kap Saunders ist ein Kap an der Nordküste Südgeorgiens. Es markiert westlich die Einfahrt zur Stromness Bay.
Der britische Seefahrer und Entdecker James Cook entdeckte das Kap 1775 bei seiner Zweiten Südseereise (1772–1775). Er benannte sie nach seinem Freund Charles Saunders (1715–1775), damaliger Erster Lord der Admiralität.